# Heterocoma
Heterocoma é um género botânico pertencente à família Asteraceae.